# سفوتیام
سفوتیام (به انگلیسی: Cefotiam) یک آنتی‌بیوتیک سفالوسپورینی نسل دوم تزریقی است. این آنتی‌بیوتیک بر طیف گسترده‌ای از باکتری‌های گرم مثبت و گرم منفی مؤثر است. به عنوان یک آنتی‌بیوتیک بتا-لاکتامی، با مهار سنتز دیواره سلولی از طریق پروتئین‌های اتصال دهنده پنی‌سیلین عمل می‌کند.
این دارو در سال ۱۹۷۳ ثبت اختراع شد و در سال ۱۹۸۱ برای مصارف پزشکی تأیید شد.